# Pulo-U
Pulo-U is een bestuurslaag in het regentschap Aceh Timur van de provincie Atjeh, Indonesië. Pulo-U telt 700 inwoners (volkstelling 2010).